# Zachariasz (patriarcha Jerozolimy)
Zachariasz – trzynasty patriarcha Jerozolimy; sprawował urząd w latach 609–632.